# Juan Musso
Juan Agustín Musso (San Nicolás de los Arroyos, 6 de maio de 1994) é um futebolista argentino que atua como goleiro. Atualmente joga no Atlético de Madrid. 

## Carreira

### Racing
Juan Musso começou a carreira no Racing, em 2012.

### Udinese
Juan Musso se transferiu para a Udinese, no verão europeu de 2018.

### Atalanta
No dia 2 de julho de 2021, a Atalanta anunciou a contratação de Juan Musso.
Depois de três boas temporadas na Udinese, o clube de Bérgamo desembolsou cerca de 20 milhões de euros (R$ 120 milhões de reais) pelo arqueiro argentino.
Musso assinou um contrato de quatro anos com a Atalanta, válido até junho de 2025.

### Atlético de Madrid
Foi anunciado como novo reforço do Atlético de Madrid no dia 27 de agosto de 2024, assinando um contrato de empréstimo com o clube de Madrid até o fim da temporada 2024-25. Em 10 de junho de 2025, depois de chegar a um acordo com a Atalanta, o Atlético Madrid oficializou a contratação em definitivo de Juan Musso. O goleiro argentino assinou contrato válido até 2028 com o clube espanhol.

## Títulos
Racing
- Campeonato Argentino: 2014

Atalanta
- Liga Europa da UEFA: 2023–24

Seleção Argentina
- Copa América: 2021